# جو فيشباك
جو فيشباك (بالإنجليزية: Joe Fishback)‏ هو لاعب كرة قدم أمريكية أمريكي، ولد في 29 نوفمبر 1967 في نوكسفيل في الولايات المتحدة.

## وصلات خارجية
- جو فيشباك على موقع مرجع كرة القدم المحترفة.كوم (الإنجليزية)